# Denizli Basket Spor Kulübü
El Denizli Basket Spor Kulübü, también conocido como Sinpaş Denizli Basket por motivos de patrocinio, es un equipo de baloncesto turco con sede en la ciudad de Denizli, que compite en la TB2L, la tercera división de su país. Disputa sus partidos en el Pamukkale Üniversitesi Arena, con capacidad para 5000 espectadores.
El club fue fundado en 2006 por el club deportivo de la Universidad de Pamukkale. El equipo es patrocinado por Sinpaş, que es una empresa de construcción turca.

## Historia
El Denizli Basket fue fundado bajo el nombre de Pamukkale Üniversitesi Gençlik ve Spor Kulübü por la Universidad de Pamukkale en 1998. El club participó en la temporada 1998-99 por primera vez en su historia en la Erkekler Bölgesel Basketbol Ligi. Fue una temporada exitosa para el club, ya que ascendieron a la TB2L. Después, el club decidió disolver el equipo de baloncesto por razones financieras.
En 2006, el equipo se fundó de nuevo como Pamukkale Üniversitesi Basketbol del Pamukkale Üniversitesi Gençlik ve Spor Kulübü. El equipo comenzó a jugar en la temporada 2006-2007 en la Erkekler Bölgesel Basketbol Ligi. En la temporada 2007-2008, el equipo ganó la Erkekler Bölgesel Basketbol Ligi y ascendió a la TB2L. En la temporada siguiente, el equipo descendió a la TB3L. Hasta la temporada 2013-2014, el equipo estuvo a caballo entre la TB2L y la Erkekler Bölgesel Basketbol Ligi.
En la temporada siguiente, los GMs del club encontraron algunos patrocinadores y el nombre del club se cambió a Aydem Pamukkale Üniversitesi por motivos de patrocinio. El club aumentó el presupuesto del equipo y el club firmó al veterano entrenador Gökhan Taştimur. Finalizaron 6º en liga y se clasificaron para play-offs. En los cuartos de final, Aydem Pamukkale Üniversitesi venció por 2-1 al Vestelspor Manisa. En semifinales, Aydem Pamukkale Üniversitesi perdió 3-1 contra el İstanbul Büyükşehir Belediyespor (baloncesto), desaprovechando la oportunidad de ascender.
El 12 de agosto de 2014, el club cambió su nombre a Denizli Basket. Actualmente, el club se llama Sinpas Denizli Basket por razones de patrocinio.

## Nombres
- Pamukkale Üniversitesi
(2006-2013)
- Gamateks Pamukkale Üniversitesi
(2013)
- Aydem Pamukkale Üniversitesi
(2013-2014)
- Denizli Basket
(2014-2015)
- Sinpaş Denizli Basket
(2015-presente)

## Resultados en liga
| Temporada | División | Liga | Posición | Play-offs        | Copa Turca |
| --------- | -------- | ---- | -------- | ---------------- | ---------- |
| 2006–07   | 3        | EBBL |          |                  | –          |
| 2007–08   | 3        | EBBL | 1º       | Ascenso          | –          |
| 2008–09   | 2        | TB2L | 6º       | Juega playoffs   | –          |
| 2009–10   | 2        | TB2L | 12º      | Descenso         | –          |
| 2010–11   | 3        | TB3L | 1º       | Ascenso          | –          |
| 2011–12   | 2        | TB2L | 18º      | Descenso         | –          |
| 2012–13   | 3        | TB3L | 2º       | Ascenso          | –          |
| 2013–14   | 2        | TB2L | 6º       | Semifinales      | –          |
| 2014–15   | 2        | TB2L | 1º       | Semifinales      | –          |
| 2015–16   | 2        | TBL  | 3º       | Cuartos de final | –          |

## Palmarés
- Erkekler Bölgesel Basketbol Ligi
  - Campeón: 2008

- TB3L
  - Campeón: 2011

- TB2L
  - Semifinales: 2014, 2015

## Jugadores destacados
| - Armands Šķēle - Fırat Aydemir - Gurur Baybora - Mahir Bayrak - Eren Beyaz - Okan Bostancı - Barbaros Bozkurt - Cem Bozok - Feyzi Çelebioğlu - Çağatay Çevik - Oğuzhan Derici - Tunahan Dikmen - Şahin Ekmen - Barış Erdoğan - Sercan Ergin | - Bedirhan Ergün - Burak Erol - Mustafa Baki Görür - Erdinc Gül - Ali Işık - Gökhan Karabıyık - Gürol Karamahmut - Orbay Kaya - Polat Kocaoğlu - Cevat Özcan - Mehmet Özdoğan - Serkan Özver - Hakan Pomakoğlu - Utku Saraloğlu - Burak Şaşmaz | - Hasan Yiğit Seçkin - Gokhan Senol - Melih Sevda - Onur Sonsirma - Gökhan Orçun Tunca - Cahit Turan - İlker Türel - Alparslan Uruk - Semih Yalçınkaya - Mehmet Ali Yatağan - Erhan Yetim - Doğan Deniz Yiğit - Burak Yönder - Hilton Armstrong - Kenny Boynton | - Will Caudle - Tony Easley - Osiris Eldridge - Travis Garrison - Adrian Hill - Joey Knight - Tyler Stone - Jeremiah Wilson - Robert Rothbart - Hasan Rizvić - Anton Odabasi - Uluğ Kaçaniku |